# Orchestina
Genre
Synonymes
- Ferchestina Saaristo & Marusik, 2004
- Baltorchestina Wunderlich, 2008
- Gallorchestina Wunderlich, 2008

Orchestina est un genre d'araignées aranéomorphes de la famille des Oonopidae.

## Distribution
Les espèces de ce genre se rencontrent en Afrique, en Asie, en Amérique, en Europe et en Océanie.

## Liste des espèces
Selon World Spider Catalog (version 26, 10/06/2025) :
- Orchestina acaciae Henrard & Jocqué, 2012
- Orchestina aerumnae Brignoli, 1978
- Orchestina algerica Dalmas, 1916
- Orchestina ampulla Henrard & Jocqué, 2012
- Orchestina andianavarroi Izquierdo, 2017
- Orchestina apiculata Liu, Xiao & Xu, 2016
- Orchestina aproeste Izquierdo, 2017
- Orchestina arabica Dalmas, 1916
- Orchestina aragua Izquierdo, 2017
- Orchestina arboleda Izquierdo, 2017
- Orchestina atocongo Izquierdo, 2017
- Orchestina auburndalensis Izquierdo, 2017
- Orchestina aureola Tong & Li, 2011
- Orchestina bedu Saaristo & van Harten, 2002
- Orchestina bialata Liu, Xiao & Xu, 2016
- Orchestina bolivar Izquierdo, 2017
- Orchestina bonaldoi Izquierdo, 2017
- Orchestina cachai Izquierdo, 2017
- Orchestina cajamarca Izquierdo, 2017
- Orchestina caleta Izquierdo, 2017
- Orchestina cali Izquierdo, 2017
- Orchestina campana Izquierdo, 2017
- Orchestina catarina Izquierdo, 2017
- Orchestina caxiuana Izquierdo, 2017
- Orchestina chaparrita Izquierdo, 2017
- Orchestina chiriqui Izquierdo, 2017
- Orchestina cincta Simon, 1893
- Orchestina clavigera Henrard & Jocqué, 2012
- Orchestina clavulata Tong & Li, 2011
- Orchestina coari Izquierdo, 2017
- Orchestina codalmasi Wunderlich, 2011
- Orchestina colubrina Liu, Henrard & Xu, 2019
- Orchestina comaina Izquierdo, 2017
- Orchestina communis Henrard & Jocqué, 2012
- Orchestina concava Tong & Li, 2024
- Orchestina cornuta Henrard & Jocqué, 2012
- Orchestina cristinae Izquierdo, 2017
- Orchestina crypta Henrard & Jocqué, 2012
- Orchestina curico Izquierdo, 2017
- Orchestina dalmasi Denis, 1956
- Orchestina dapojing Tong & Yang, 2024
- Orchestina debakkeri Henrard & Jocqué, 2012
- Orchestina dentifera Simon, 1893
- Orchestina divisor Izquierdo, 2017
- Orchestina ebriola Brignoli, 1972
- Orchestina ecuatoriensis Izquierdo, 2017
- Orchestina elegans Simon, 1893
- Orchestina erwini Izquierdo, 2017
- Orchestina fannesi Henrard & Jocqué, 2012
- Orchestina fernandina Izquierdo, 2017
- Orchestina filandia Izquierdo, 2017
- Orchestina flagella Saaristo & van Harten, 2006
- Orchestina flava Ono, 2005
- Orchestina foa Saaristo & van Harten, 2002
- Orchestina fonteferrea Wunderlich, 2023
- Orchestina fractipes Henrard & Jocqué, 2012
- Orchestina furcillata Wunderlich, 2008
- Orchestina galapagos Izquierdo, 2017
- Orchestina gibbotibialis Henrard & Jocqué, 2012
- Orchestina gigabulbus Henrard & Jocqué, 2012
- Orchestina goblin Izquierdo, 2017
- Orchestina golem Izquierdo, 2017
- Orchestina granizo Izquierdo, 2017
- Orchestina grismadoi Izquierdo, 2017
- Orchestina griswoldi Izquierdo, 2017
- Orchestina guatemala Izquierdo, 2017
- Orchestina hammamali Saaristo & van Harten, 2006
- Orchestina hyperofrontata Tong & Yang, 2024
- Orchestina iemanja Izquierdo, 2017
- Orchestina infirma Seo, 2017
- Orchestina intricata Henrard & Jocqué, 2012
- Orchestina itapety Izquierdo, 2017
- Orchestina jaiba Izquierdo, 2017
- Orchestina juruti Izquierdo, 2017
- Orchestina kairi Izquierdo, 2017
- Orchestina kamehameha Izquierdo, 2017
- Orchestina kasuku Henrard & Jocqué, 2012
- Orchestina labarquei Izquierdo, 2017
- Orchestina lahj Saaristo & van Harten, 2006
- Orchestina lanceolata Henrard & Jocqué, 2012
- Orchestina laselva Izquierdo, 2017
- Orchestina launcestoniensis Hickman, 1932
- Orchestina leon Izquierdo, 2017
- Orchestina lini Tong & Li, 2025
- Orchestina longipes Dalmas, 1922
- Orchestina losamigos Izquierdo, 2017
- Orchestina luispi Izquierdo, 2017
- Orchestina macrofoliata Henrard & Jocqué, 2012
- Orchestina madrededios Izquierdo, 2017
- Orchestina magna Izquierdo, 2017
- Orchestina mancocapac Izquierdo, 2017
- Orchestina manicata Simon, 1893
- Orchestina maracay Izquierdo, 2017
- Orchestina maureen Saaristo, 2001
- Orchestina mayo Izquierdo, 2017
- Orchestina menglun Tong & Li, 2024
- Orchestina microfoliata Henrard & Jocqué, 2012
- Orchestina minutissima Denis, 1937
- Orchestina mirabilis Saaristo & van Harten, 2006
- Orchestina moaba Chamberlin & Ivie, 1935
- Orchestina molles Izquierdo, 2017
- Orchestina moura Izquierdo, 2017
- Orchestina moyuchi Izquierdo, 2017
- Orchestina multipunctata Liu, Xiao & Xu, 2016
- Orchestina nadleri Chickering, 1969
- Orchestina nahuatl Izquierdo, 2017
- Orchestina nahuelbuta Izquierdo, 2017
- Orchestina neblina Izquierdo, 2017
- Orchestina obscura Chamberlin & Ivie, 1942
- Orchestina okitsui Oi, 1958
- Orchestina osorno Izquierdo, 2017
- Orchestina otonga Izquierdo, 2017
- Orchestina pakitza Izquierdo, 2017
- Orchestina pan Izquierdo, 2017
- Orchestina pandeazucar Izquierdo, 2017
- Orchestina para Izquierdo, 2017
- Orchestina paupercula Dalmas, 1916
- Orchestina pavesii (Simon, 1873)
- Orchestina pavesiiformis Saaristo, 2007
- Orchestina pilifera Dalmas, 1916
- Orchestina pizarroi Izquierdo, 2017
- Orchestina platnicki Izquierdo, 2017
- Orchestina predator Izquierdo, 2017
- Orchestina probosciformis Henrard & Jocqué, 2012
- Orchestina quasimodo Izquierdo, 2017
- Orchestina quenies Izquierdo, 2017
- Orchestina quijos Izquierdo, 2017
- Orchestina ranchogrande Izquierdo, 2017
- Orchestina rapaz Izquierdo, 2017
- Orchestina retiro Izquierdo, 2017
- Orchestina saaristoi Henrard & Jocqué, 2012
- Orchestina saltabunda Simon, 1893
- Orchestina saltitans Banks, 1894
- Orchestina sanguinea Oi, 1955
- Orchestina santodomingo Izquierdo, 2017
- Orchestina sarava Izquierdo, 2017
- Orchestina saudade Izquierdo, 2017
- Orchestina sechellorum Benoit, 1979
- Orchestina sedotmikha Saaristo, 2007
- Orchestina setosa Dalmas, 1916
- Orchestina shuar Izquierdo, 2017
- Orchestina silvae Izquierdo, 2017
- Orchestina simoni Dalmas, 1916
- Orchestina sinensis Xu, 1987
- Orchestina sotoi Izquierdo, 2017
- Orchestina storozhenkoi (Saaristo & Marusik, 2004)
- Orchestina striata Simon, 1909
- Orchestina subclavulata Tong & Li, 2024
- Orchestina taruma Izquierdo, 2017
- Orchestina thoracica Xu, 1987
- Orchestina topcui Danişman & Coşar, 2012
- Orchestina totoralillo Izquierdo, 2017
- Orchestina truncata Wunderlich, 2004
- Orchestina truncatula Tong & Li, 2011
- Orchestina tubifera Simon, 1893
- Orchestina tubulata Tong & Li, 2011
- Orchestina tzantza Izquierdo, 2017
- Orchestina ucumar Izquierdo, 2017
- Orchestina utahana Chamberlin & Ivie, 1935
- Orchestina vainuia Marples, 1955
- Orchestina valquiria Izquierdo, 2017
- Orchestina venezuela Izquierdo, 2017
- Orchestina waorani Izquierdo, 2017
- Orchestina wengnan Tong & Li, 2024
- Orchestina wuzu Tong & Li, 2025
- Orchestina xiebao Lin & Li, 2024
- Orchestina xui Tong & Li, 2024
- Orchestina yanayacu Izquierdo, 2017
- Orchestina yigong Tong & Li, 2025
- Orchestina yinggezui Tong & Li, 2011
- Orchestina zhengi Tong & Li, 2011
- Orchestina zhiwui Liu, Xu & Henrard, 2019
- Orchestina zingara Izquierdo, 2017

Selon World Spider Catalog (version 23.5, 2023) :
- † Orchestina angulata Wunderlich, 2012
- † Orchestina baltica Petrunkevitch, 1942
- † Orchestina bitterfeldensis Wunderlich, 2008
- † Orchestina breviembolus Wunderlich, 1981
- † Orchestina brevis Wunderlich, 2008
- † Orchestina colchembolus Wunderlich, 1981
- † Orchestina colombiensis Wunderlich, 2004
- † Orchestina crassiembolus Wunderlich, 1981
- † Orchestina crassipatellaris Wunderlich, 1981
- † Orchestina crassitibialis Wunderlich, 1981
- † Orchestina dominicana Wunderlich, 1981
- † Orchestina forceps Wunderlich, 1981
- † Orchestina forfex Wunderlich, 2011
- † Orchestina furca Wunderlich, 1981
- † Orchestina fushunensis Wunderlich, 2004
- † Orchestina gappi Saupe, Perez de la Fuente, Selden, Delclos, Tafforeau & Soriano 2012
- † Orchestina gracilitibialis Wunderlich, 2004
- † Orchestina imperialis Wunderlich, 1981
- † Orchestina kenyana Wunderlich, 1981
- † Orchestina longimana Wunderlich, 1981
- † Orchestina madagascariensis Wunderlich, 2004
- † Orchestina mortua Petrunkevitch, 1971
- † Orchestina multisetae Wunderlich, 2008
- † Orchestina parisiensis Penney, 2007
- † Orchestina perfecta Wunderlich, 2008
- † Orchestina rabagensis Saupe, Perez de la Fuente, Selden, Delclos, Tafforeau & Soriano 2012
- † Orchestina rectangulata Wunderlich, 2008
- † Orchestina sakhalinensis Marusik, Perkovsky & Eskov, 2018
- † Orchestina sternalis Wunderlich, 2008
- † Orchestina tibialis Wunderlich, 1988
- † Orchestina tuberosa Wunderlich, 1981

## Systématique et taxinomie
Ce genre a été décrit par Simon en 1882.
Ferchestina a été placé en synonymie par Platnick et al. en 2012.

## Publication originale
- Simon, 1882 : « Études Arachnologiques. 13e Mémoire. XX. Descriptions d'espèces et de genres nouveaux de la famille des Dysderidae. » Annales de la Société entomologique de France, sér. 6, vol. 2, p. 201-240 (texte intégral).